# عظيم خانلو
عظيم‌ خانلو هي قرية في مقاطعة نقدة، إيران. يقدر عدد سكانها بـ 148 نسمة بحسب إحصاء 2016.